# Jona Schoch
Jona Schoch (* 2. August 1994 in Ostfildern) ist ein deutscher Handballspieler, der beim Erstligisten HSG Wetzlar unter Vertrag steht.

## Karriere

### Verein
Jona Schoch spielte in der Jugend bei der JSG Kirchheim-Reichenbach und beim TSV Wolfschlugen, für den er in der A-Jugend-Bundesliga auflief. 2012 wechselte er zu Frisch Auf Göppingen, wo er ab 2013 zum Kader der Bundesligamannschaft gehörte. Parallel dazu spielte der 1,92 Meter große Rückraumspieler von 2013 bis 2015 mittels Zweitspielrecht beim Drittligisten SG H2Ku Herrenberg und ab der Saison 2015/16 beim Zweitligisten TV 1893 Neuhausen.
Zur Saison 2017/18 wechselte Schoch zur HBW Balingen-Weilstetten. In der Saison 2021/22 stieg er mit Balingen in die 2. Bundesliga ab, in der Folgesaison stieg er mit der Mannschaft als Meister wieder in die Bundesliga auf. Im Sommer 2024 wechselte er zur HSG Wetzlar.

### Nationalmannschaft
Schoch bestritt bisher 16 Länderspiele für die Deutsche Juniorennationalmannschaft, mit der er bei der U-21-Weltmeisterschaft 2015 in Brasilien die Bronzemedaille gewann.
Er stand im erweiterten Kader der deutschen Nationalmannschaft für die Europameisterschaft 2022.